# Гексахлороиридат(IV) водорода
Гексахлороиридат(IV) водорода — неорганическое вещество, комплексное соединение металла иридия с формулой H2[IrCl6], черно-красные кристаллы, хорошо растворимые в холодной воде, образует кристаллогидрат.

## Получение
- Растворение иридия в концентрированной соляной кислоте с пропусканием кислорода под давлением:

{\displaystyle {\mathsf {Ir+6HCl+O_{2}\ {\xrightarrow {125^{o}C,p}}\ H_{2}[IrCl_{6}]+2H_{2}O}}}
- Растворение концентрированного раствора хлорида иридия(III) в соляной кислоте с пропусканием через неё хлора:

{\displaystyle {\mathsf {2IrCl_{3}+4HCl+Cl_{2}\ {\xrightarrow {}}\ 2H_{2}[IrCl_{6}]}}}
- Растворение концентрированного раствора хлорида иридия(IV) в соляной кислоте:

{\displaystyle {\mathsf {IrCl_{4}+2HCl\ {\xrightarrow {}}\ H_{2}[IrCl_{6}]}}}

## Физические свойства
Гексахлороиридат(IV) водорода образует черно-красные кристаллы — кристаллогидрат H2[IrCl6]•6H2O, который имеет строение (H3O+)2[IrCl6]2—•4H2O.
В безводном состоянии не выделен.
Хорошо растворяется в холодной воде.

## Химические свойства
- Разлагается при нагревании:

{\displaystyle {\mathsf {H_{2}[IrCl_{6}]\cdot 6H_{2}O\ {\xrightarrow {200-300^{o}C}}\ IrCl_{4}+2HCl+6H_{2}O}}}
{\displaystyle {\mathsf {H_{2}[IrCl_{6}]\cdot 6H_{2}O\ {\xrightarrow {700^{o}C}}\ Ir+2Cl_{2}+2HCl+6H_{2}O}}}
- Разлагается в горячей воде:

{\displaystyle {\mathsf {4H_{2}[IrCl_{6}]+2H_{2}O\ {\xrightarrow {100^{o}C}}\ 4H_{3}[IrCl_{6}]+O_{2}\uparrow }}}
- Реагирует с щелочами:

{\displaystyle {\mathsf {H_{2}[IrCl_{6}]+6NaOH\ {\xrightarrow {}}\ IrO_{2}\downarrow +6NaCl+4H_{2}O}}}
{\displaystyle {\mathsf {4H_{2}[IrCl_{6}]+24NaOH\ {\xrightarrow {100^{o}C}}\ 2Ir_{2}O_{3}\downarrow +O_{2}\uparrow +24NaCl+16H_{2}O}}}
- Восстанавливается водородом:

{\displaystyle {\mathsf {H_{2}[IrCl_{6}]+2H_{2}\ {\xrightarrow {300-500^{o}C}}\ Ir+6HCl}}}
- Вступает в обменные реакции с солями некоторых щелочных металлов:

{\displaystyle {\mathsf {H_{2}[IrCl_{6}]+2KCl\ {\xrightarrow {}}\ K_{2}[IrCl_{6}]\downarrow +2HCl}}}